# Saponaria suffruticens
Saponaria suffruticens är en nejlikväxtart som beskrevs av Nab. Saponaria suffruticens ingår i släktet såpnejlikor, och familjen nejlikväxter. Inga underarter finns listade i Catalogue of Life.